# フライナス
フライナス（英語: Flynas）はサウジアラビアの格安航空会社である。当初はナスエアーとして2007年2月より運航を開始した。2011年に現在の社名に改めた。

## 歴史
サウジアラビア航空に続く2番目の航空会社として、ナスエアーは2007年に設立され、2月25日に運航が開始された。2007年後半、エアバスA320ファミリーの20機の航空機の取得を確定した。
2013年11月に社名をフライナスに改称した。 2017年1月、エアバスA320neoファミリーを80機発注する契約に合意した。

## 就航都市
就航都市の一覧は、en:List of Flynas destinationsを参照
2025年2月現在、国際線28カ国へ101路線、サウジアラビア34路線、他国間(以遠権路線)1路線の計136路線に就航している。
- リヤド、ジェッダ、ダンマーム、メディナを運航拠点としている[7]。

## 提携
2012年よりエティハド航空とコードシェア契約を結んでおり、アブダビ発のエティハド航空が運航する多数のフライトに自社便名を付けている。2016年5月、ペガサス航空とコードシェア契約を結んだ。
2020年2月、国際航空運送協会(IATA)に加盟し、他の加盟航空会社との「協力強化」を支援し、コードシェア契約を通じて接続性を向上させる。

## 運行機材

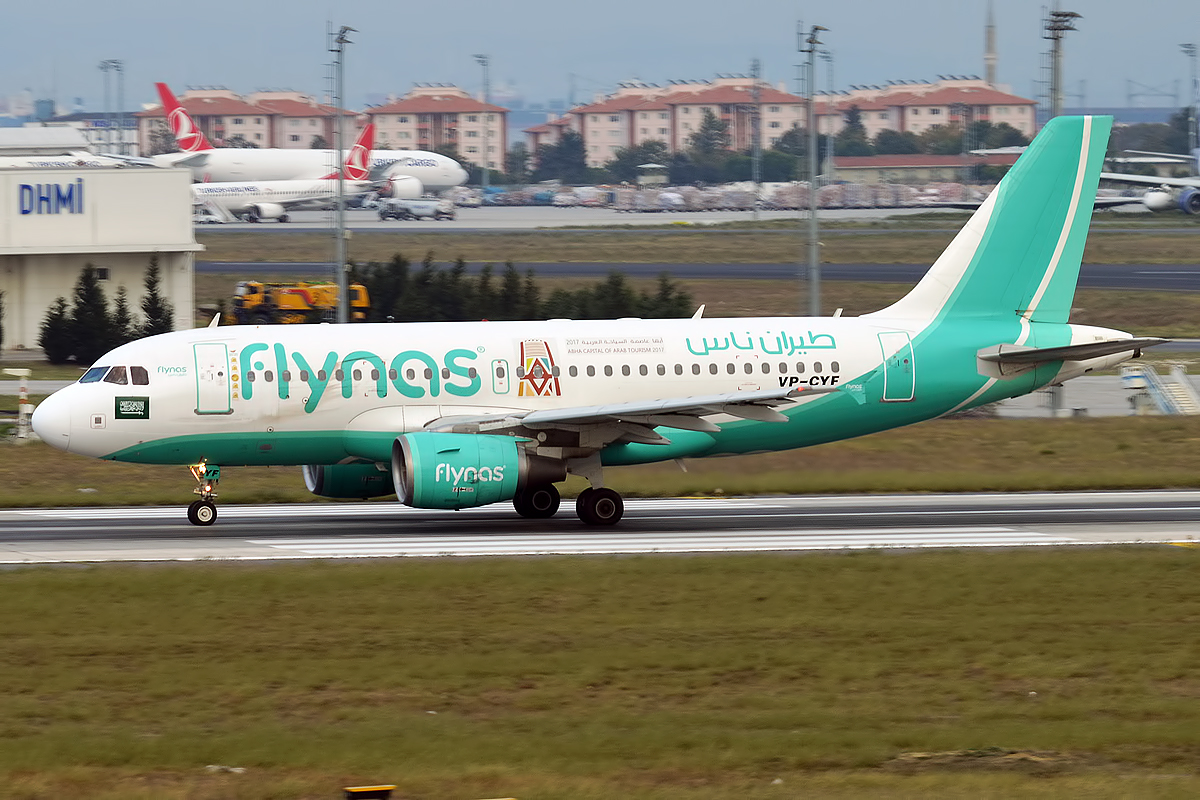
エアバス A319-100

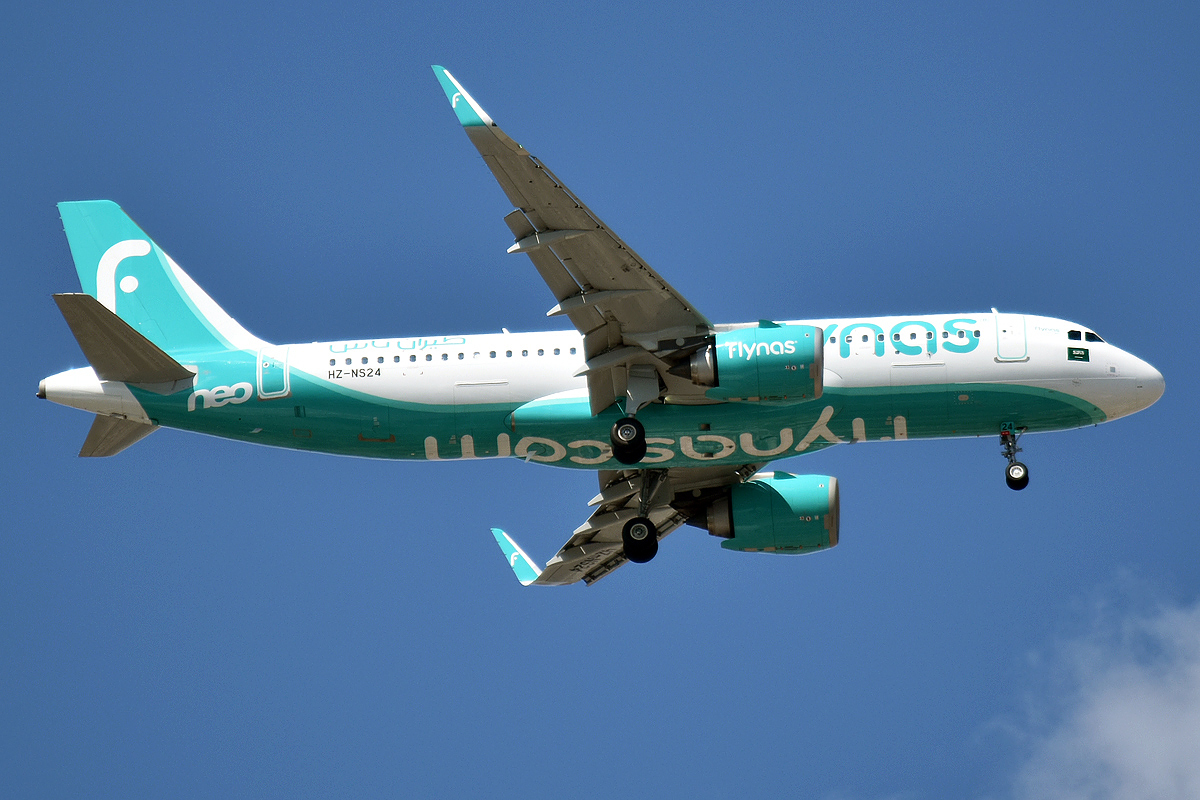
エアバス A320-200

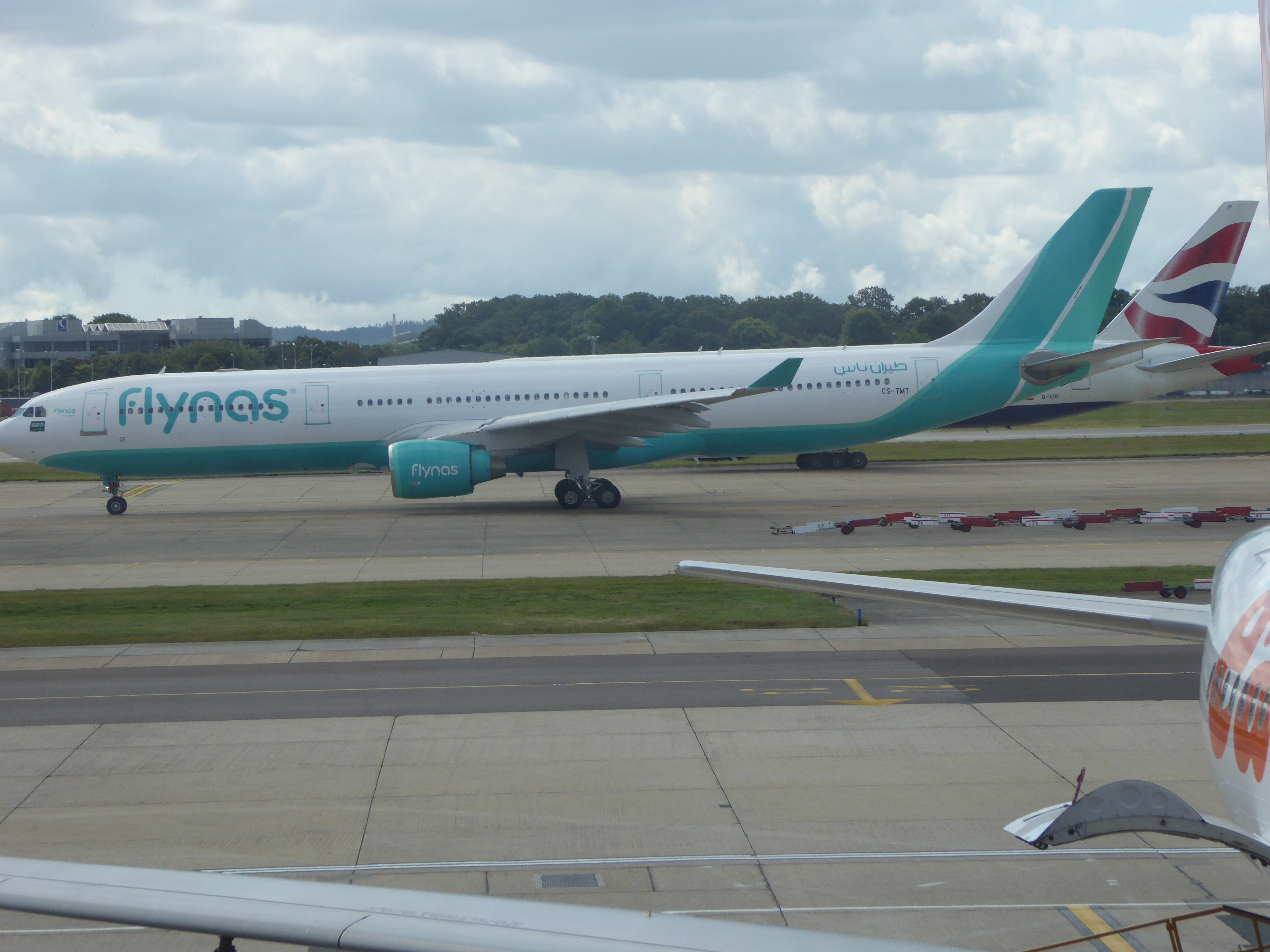
エアバス A330-300

現在の機材はエアバスで統一されている。

### 過去の保有機材
- エアバスA319-100[13]
- エアバスA330-200
- ボーイング747-400
- ボーイング767-300ER